# Hudsonweihe
Die Hudsonweihe (Circus hudsonius) ist ein Greifvogel aus der Familie der Habichtartigen (Accipitridae). Sie ist auf dem nordamerikanischen Kontinent beheimatet und die einzige Weihe der Nearktis. Ihr Brutgebiet umfasst Alaska bis Kalifornien, ihre Winterquartiere reichen von den Great Plains bis nach Kolumbien.
Die Hudsonweihe ist in offenen Gras- und Flusslandschaften anzutreffen, wo sie neben kleinen Singvögeln vor allem Feldmäusen (Microtus) nachstellt.
Zusammen mit der sehr ähnlichen eurasischen Kornweihe (C. cyaneus) bildet sie eine Superspezies.

## Merkmale

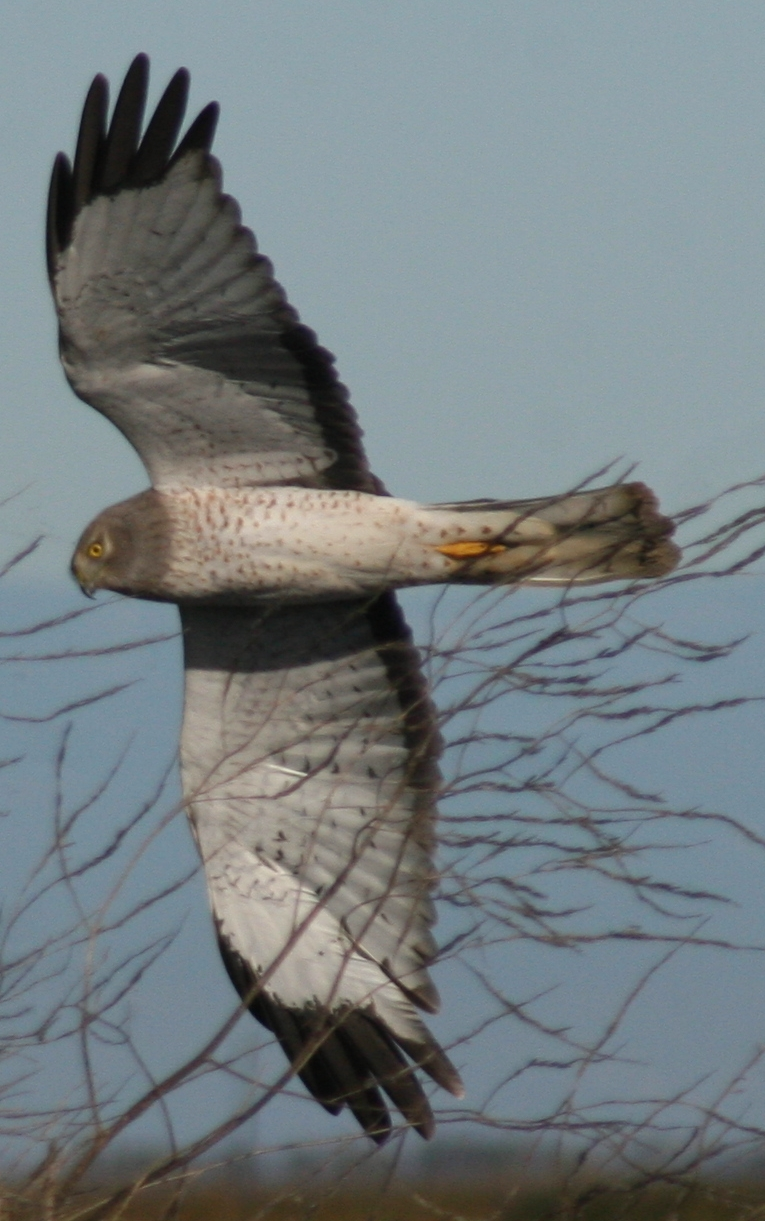
Männchen im Flug

Hudsonweihen sind mittelgroße Weihen und verfügen über den für diese Gattung typischen Körperbau mit schlankem Rumpf und langen Flügeln. Wie auch viele andere Weihen zeigen sie einen ausgeprägten umgekehrten Geschlechtsdimorphismus hinsichtlich der Größe (Reversed Size Dimorphism, RSD) und beide Geschlechter unterscheiden sich auch deutlich in der Färbung.

### Körperbau
Das Weibchen ist rund 9 % größer und 45 % schwerer als das Männchen. Es wiegt zwischen 370–660 g (im Mittel 515 g) und hat eine Körperlänge von 41–50 cm. Die Flügellänge liegt bei 335–405 mm, das entspricht einer Spannweite von etwa 97–122 cm. Der Schwanz der Weibchen wird 210–258 mm, ihr Tarsometatarsus 80–89 mm lang.
Das Männchen ist mit 280–470 g (im Mittel 360 g) Gewicht und 32–39 cm deutlich leichter und kleiner. Etwas weniger ausgeprägt ist der Unterschied bei der Flügellänge, sie liegt bei 328–352 mm, was einer Flügelspannweite von 76–95 cm entspricht. Der Schwanz misst beim Männchen 193–238 mm, der Tarsometatarsus wird 71–80 mm lang.

### Gefieder

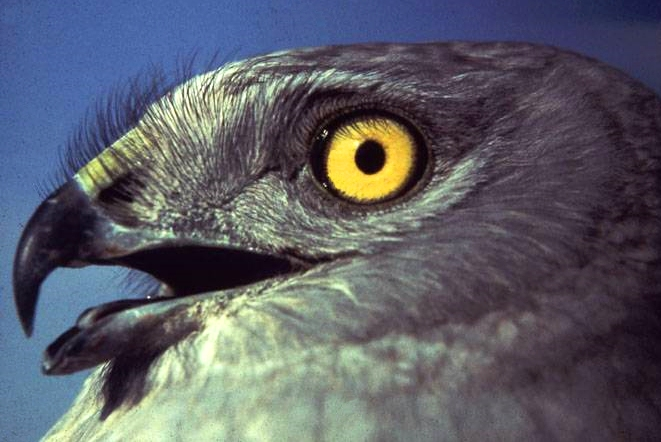
Kopfstudie des Männchens; der Gesichtsschleier hebt sich nur schwach ab

Der Kopf, der Rücken und die Flügeloberseiten des Männchens sind grau gefärbt. Während Stirn und Kehle meist etwas heller sind, dominiert auf Rücken und Oberflügeldecken ein dunkleres Asphaltgrau. Lediglich die Spitzen der fünf äußeren Handschwingen sind schwarz. Am unteren Flügelrand verläuft eine schwarze Endbinde, die zum Körper hin breiter wird. Meist nur im Flug sichtbar sind die weißen Oberschwanzdecken. Der Schwanz zeigt auf grauem Grund vier oder fünf dunkle Bänder, von denen das unterste besonders breit und deutlich hervortritt. Die Unterseite des männlichen Gefieders von der Brust abwärts bis hinter auf Hosen (Beingefieder) und Schwanzdecken ist beige oder weißlich. Auch hier werden die Flügel durch die schwarzen Enden der Handschwingen und eine dunkle Endbinde eingefasst. Über Rumpf, Unterflügeldecken und Hosen verteilen sich einige wenige rötliche Tüpfel. Die Schwanzunterseite weist, wie auch die Oberseite, dunkle, schmale Bänder auf, hier auf weißem Grund. Beine, Wachshaut und Augen sind gelb.

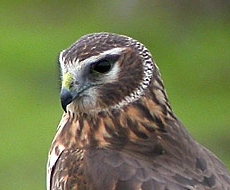
Kopfstudie des Weibchens; der Gesichtsschleier ist deutlich zu erkennen

Einen deutlichen Kontrast dazu bildet das Gefieder des Weibchens: Der Kopf und die Oberseite inklusive Flügeln und Schwanz sind im Grundton gräulich-dunkelbraun. Der Kopf weist an den Brauen, unter dem Schnabel und an den Wangen weiße Flächen auf. Zudem verläuft vom Hinterkopf bis zur Kehle ein Kranz heller Federn, der den Gesichtsschleier – anders als beim Männchen – deutlich vom Rest des Gefieders abhebt. Am Hals laufen rundum weiße Strichel herab, in Sitzhaltung sind auch weiße Flecken auf den mittleren Flügeldecken zu sehen. Die äußersten fünf Handschwingen haben schwarze Spitzen; die dunkle Bänderung der Handschwingen ist nicht immer deutlich zu erkennen, auf den Armschwingen zeichnet sie sich noch schwächer ab. Ein wichtiges Identifikationsmerkmal im Flug ist der weiße Bürzel, an den sich der breit grau-braun gebänderte Schwanz anschließt. Die Körperunterseite des Weibchens ist weiß bis cremefarben. Kehle und Brust sind deutlich dunkelbraun gestrichelt. An Flanken, Hosen, Unterschwanzdecken und Unterflügeldecken sind die Strichel weniger dicht, rötlicher und unregelmäßiger. Die Unterseite der weiblichen Armschwingen ist gräulich, die der Handschwingen eher beige. Über beide zieht sich eine dunkle, vor allem an den Handschwingen deutliche Bänderung. Auch die Schwanzfedern sind auf der Unterseite breit schwarz-weiß gebändert.

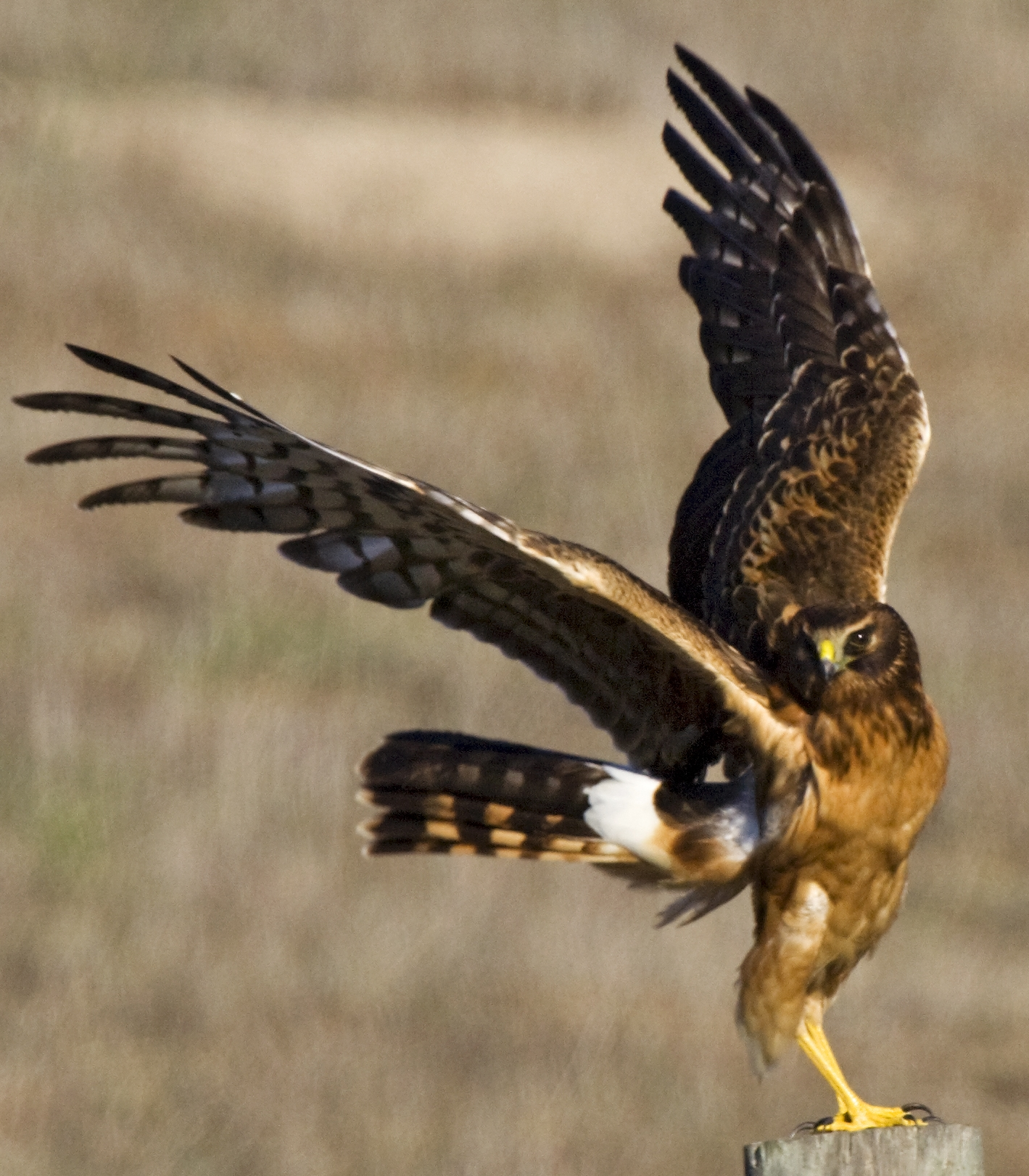
Juvenile Vögel unterscheiden sich von adulten Weibchen vor allem durch die rötliche Unterseite und die weniger ausgeprägte Strichelung

Juvenile Vögel zeigen bei Männchen und Weibchen die gleiche Gefiederzeichnung, die, wie auch bei vielen anderen Arten der Gattung, stark dem Federkleid des Weibchens ähnelt.
Die Unterschiede liegen in der dunkleren Oberseite, die eher rötlich als beige gefärbt ist, sowie vor allem in der Unterseite: Die Grundfarbe ist ein Rostbraun, das zu den Beinen hin immer mehr ins Gelbliche ausfärbt und auch bis ins Frühjahr blasser wird. Die Strichelung der Unterseite geht zudem nur bis zur Brust und die Bänderung der Handschwingen ist nur schwach ausgeprägt. Einziger Anhaltspunkt zur Unterscheidung der Geschlechter ist, neben Größe und Gewicht, die Augenfarbe. Bei juvenilen Männchen ist die Iris zunächst hellbraun, graubraun oder grünlich, bevor sie im Frühjahr gelb werden. Einjährige Weibchen hingegen zeigen zunächst schokoladenbraune Augen, die im Laufe der Zeit heller werden.

### Mauser
Während der Mauser erneuern adulte Hudsonweihen ihr Gefieder für gewöhnlich komplett. Bei Weibchen setzt die Mauser in der Regel vor der Eiablage im Frühjahr ein, kann aber bis zur Unabhängigkeit der Jungen aufgeschoben werden. Die Mauser des Männchens beginnt später, ist aber schneller abgeschlossen. Juvenile Vögel wechseln im zweiten Sommer fast das gesamte Kleid und behalten lediglich einen Teil der oberen Flügeldecken und des Schwanzes, seltener einige wenige Armschwingen.

### Flugbild

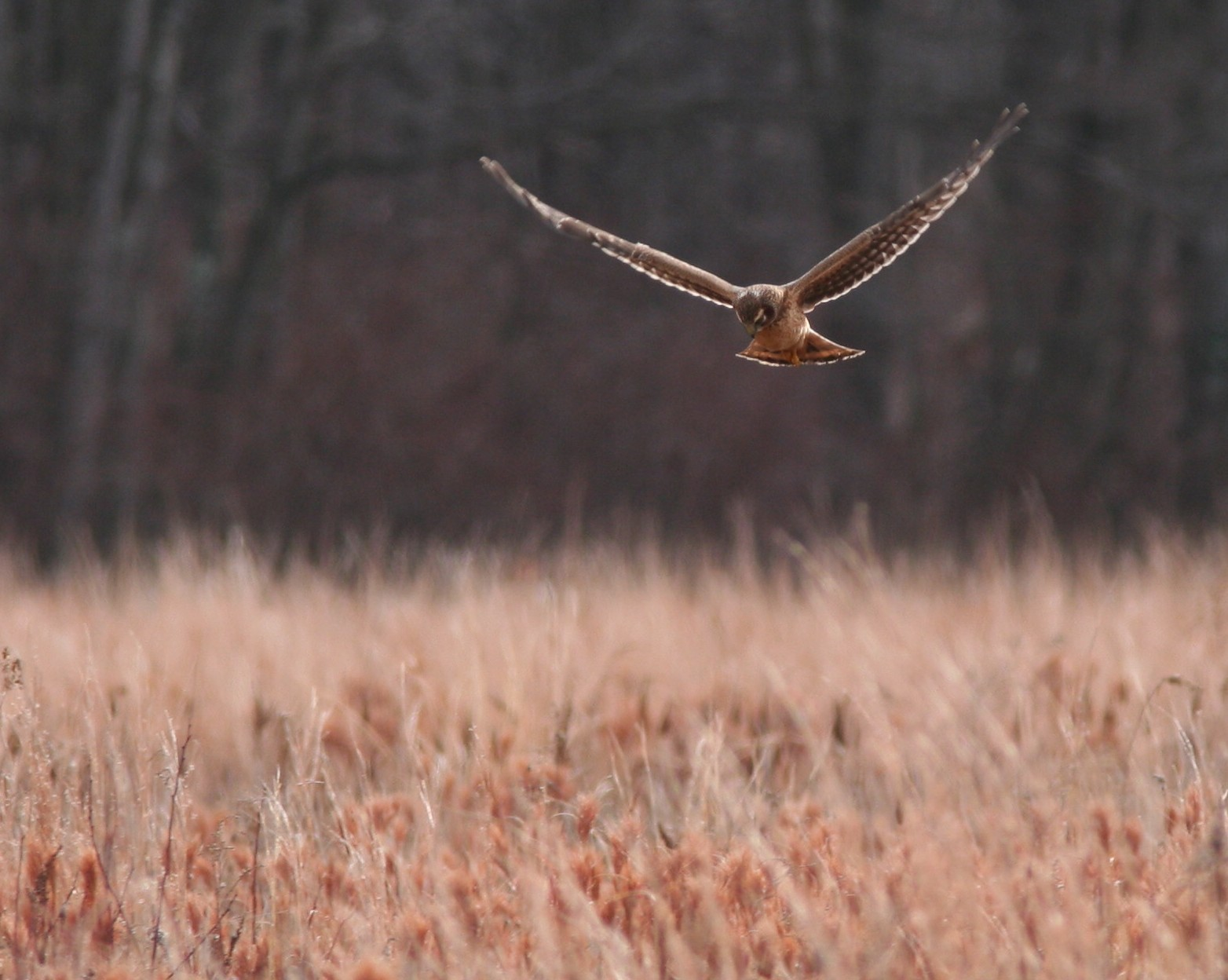
Hudsonweihe im Suchflug

Das Flugbild von Hudsonweihen zeichnet sich vor allem durch einen gaukelnden Gleitflug in geringer Höhe (etwa 3 m) aus. Dabei hält die Weihe die Flügel in einer V-Stellung und schlägt nur gelegentlich mit leichten, schwachen Flügelschlägen, während sie weite Strecken über Wiesen, Kornfelder oder Prärien zurücklegt. Gelegentlich taucht sie in die Vegetation nach unten ab, um Beute zu greifen.
Im höheren Segelflug ist die V-Stellung der Flügel weniger ausgeprägt oder nicht zu erkennen, oft erinnert die Hudsonweihe deshalb an Bussarde (Buteo). Von diesen unterscheidet sie sich jedoch optisch durch die relativ langen, schlanken Flügel und den schmaleren Schwanz.
Daneben kann man auch noch weitere Flugbilder beobachten: So etwa wellenförmige Auf- und Abschwünge in großer Höhe, die wahrscheinlich ein Revierverhalten darstellen. Den gleichen Zweck haben langsame Patrouillenflüge mit tiefen Flügelschlägen, bei denen die Hudsonweihe die Klauen herabhängen lässt. Der Partnerwerbung dienen Flugmanöver, bei denen sich vor allem das Männchen aus großer Höhe wie ein fallendes Blatt gen Boden stürzt und dann landet.

### Lautäußerungen
Akustisch sind Hudsonweihen unauffällige Vögel. Sie rufen in der Regel nur während der Brutzeit und bei Bedrohung, um den Partner zu warnen oder den potentiellen Angreifer zu vertreiben. Der Warnruf besteht aus einem schnellen, ratternden Stakkato von kek-kek-kek-kek-kek-Rufen. Die Balzrufe werden während der Flugmanöver ausgestoßen, mit denen das Männchen um Weibchen wirbt. Dabei ruft das Männchen mit einem hohen, ansteigenden ouwiep, während es in der Luft auf- und absteigt. Brütende Weibchen, die Futter von ihrem Partner fordern, stoßen einen scharfes, durchdringendes wiiep aus, das in der Tonhöhe abfällt. Kehren Weibchen mit Futter zu ihren Nestlingen zurück, kann man einen glucksenden Ruf vernehmen.

## Verbreitung und Lebensraum

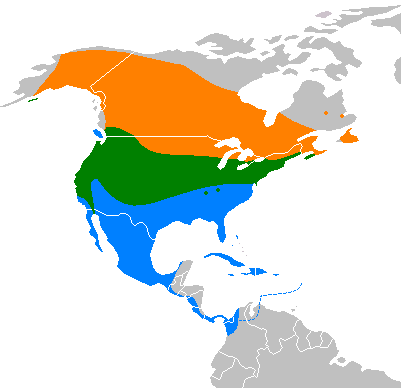
Verbreitungsgebiet der Hudsonweihe.
Brutgebiete
Ganzjähriger Aufenthalt
Winterquartiere

Die Hudsonweihe ist fast auf dem gesamten nordamerikanischen Kontinent verbreitet. Die Brutgebiete liegen fast ausschließlich in Kanada und den USA und nur zu einem kleinen Teil im äußersten Norden des mexikanischen Südkaliforniens. Im östlichen Alaska fehlen die Vögel ebenso wie entlang der Nordküste. In Kanada bestehen Verbreitungslücken im östlichen British Columbia nördlich von Vancouver, vor allem aber in den Provinzen Neufundland, Québec, Nunavut und dem Nordwestterritorium, da große Teile dieser Gebiete in der polaren Klimazone liegen. Grundsätzlich brütet die Hudsonweihe jedoch mit unterschiedlicher Dichte in allen kanadischen Provinzen.
Ganzjährig ist die Hudsonweihe in weiten Teilen der nördlichen USA verbreitet, sie fehlt als Brutvogel nur in den überwiegend ariden Staaten Arizona, New Mexico und Texas und in den Südstaaten.

### Wanderungen
Die Winterquartiere der Vögel reichen bis nach Kolumbien und Venezuela und umfassen die USA, Mittelamerika und die Karibischen Inseln. Die Zeit des Aufbruchs in die Überwinterungsgebiete liegt zwischen August und Dezember und variiert nicht nur nach geographischer Region, sondern auch nach Geschlecht und Alter. Dabei spielen weniger die Temperaturen als vielmehr das Nahrungsangebot eine Rolle, weil ein Großteil der von der Weihe bejagten Singvögel selbst nach Süden zieht. Am frühesten brechen juvenile Vögel auf, die das erste Mal ziehen; Weibchen nur geringfügig später als Männchen. Darauf folgen ältere Weibchen, die letzte Gruppe bilden adulte Männchen. Die Schwerpunkte der Winterquartiere liegen in den USA dabei in den Flussgebieten der Great Plains und des Großen Beckens, die auch einer Vielzahl von Kleinvögeln zur Überwinterung dienen.

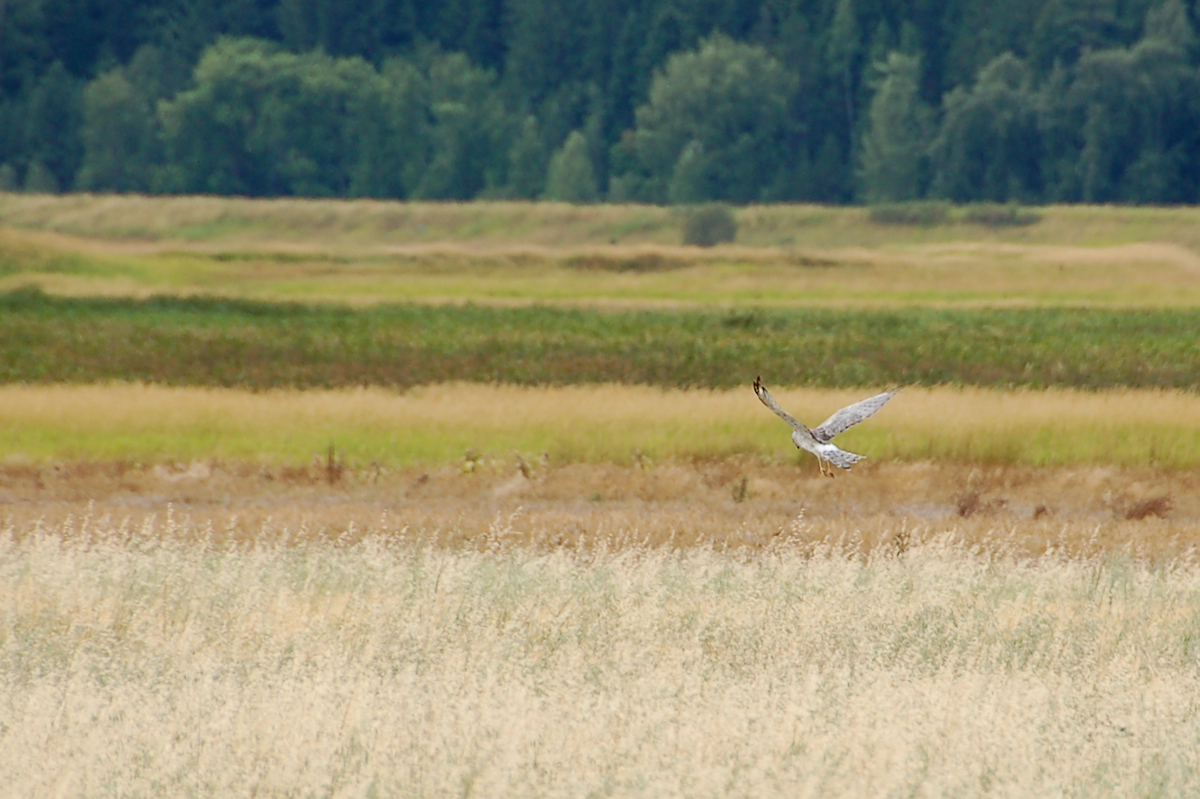
Ausgedehnte Feuchtgebiete spielen für die Jagd und die Brut der Hudsonweihe eine wichtige Rolle

### Habitat
Schilf, Getreidefelder, Prärie und alle Arten von offener, flacher Landschaft mit Gras- und Strauchbewuchs bilden den Lebensraum der Hudsonweihe. Vor allem während der Brutzeit ist sie dabei auf Feuchtgebiete angewiesen. In den Winterquartieren ist sie vornehmlich an Flussauen oder in Reisfeldern anzutreffen, wo sich das Aufkommen von Zugvögeln konzentriert. Sie kommt von Meereshöhe bis 2800 m vor, brütet aber in der Regel nur bis 1500 m.

## Verhalten

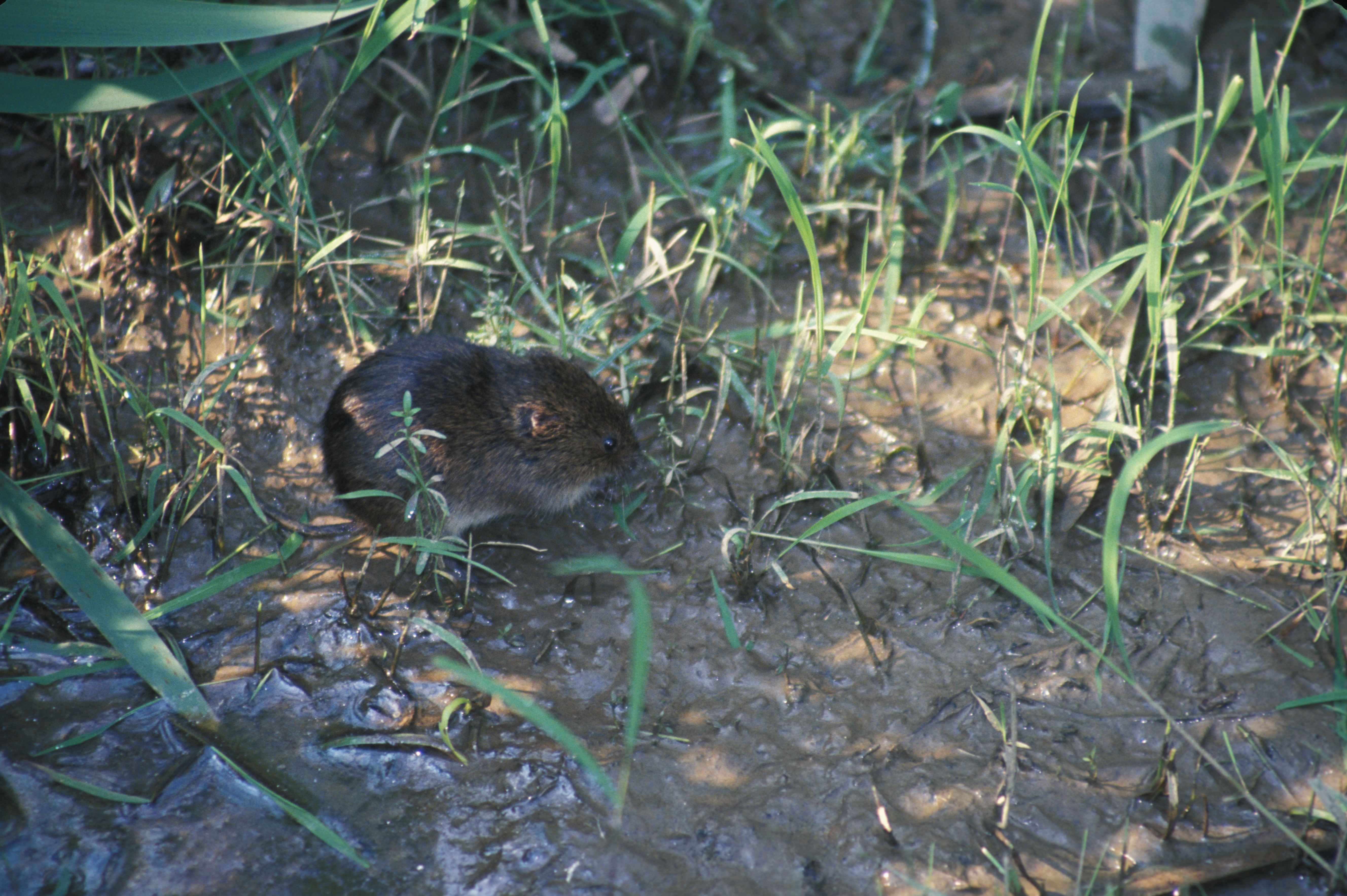
Die Wiesenwühlmaus (Microtus pennsylavanicus), eins der wichtigsten Beutetiere der Hudsonweihe

### Jagd und Ernährung
Den überwiegenden Teil der Beute machen Feldmäuse (Microtus) aus. Die Hudsonweihe ist stark auf die Jagd dieser sehr kleinen Tiere spezialisiert: Wie die sympatrisch vorkommende Sumpfohreule (Asio flammeus), die die gleiche ökologische Nische besetzt, verfügt sie über einen Gesichtsschleier, der aufgestellt werden kann, um Geräusche zu orten. Dabei sind Hudsonweihen in der Lage, Feldmäuse in einer Distanz von 3–4 m auf 2° genau zu orten. Zwar fehlt ihr die asymmetrische Anordnung der Ohröffnungen, wie sie die Eulen besitzen, dennoch kommt das akustische Ortungsvermögen der Weihe dem der Schleiereule (Tyto alba) nahe und entspricht dem der Sumpfohreule; lediglich in der Entfernung von der Beute bestehen dabei Unterschiede.

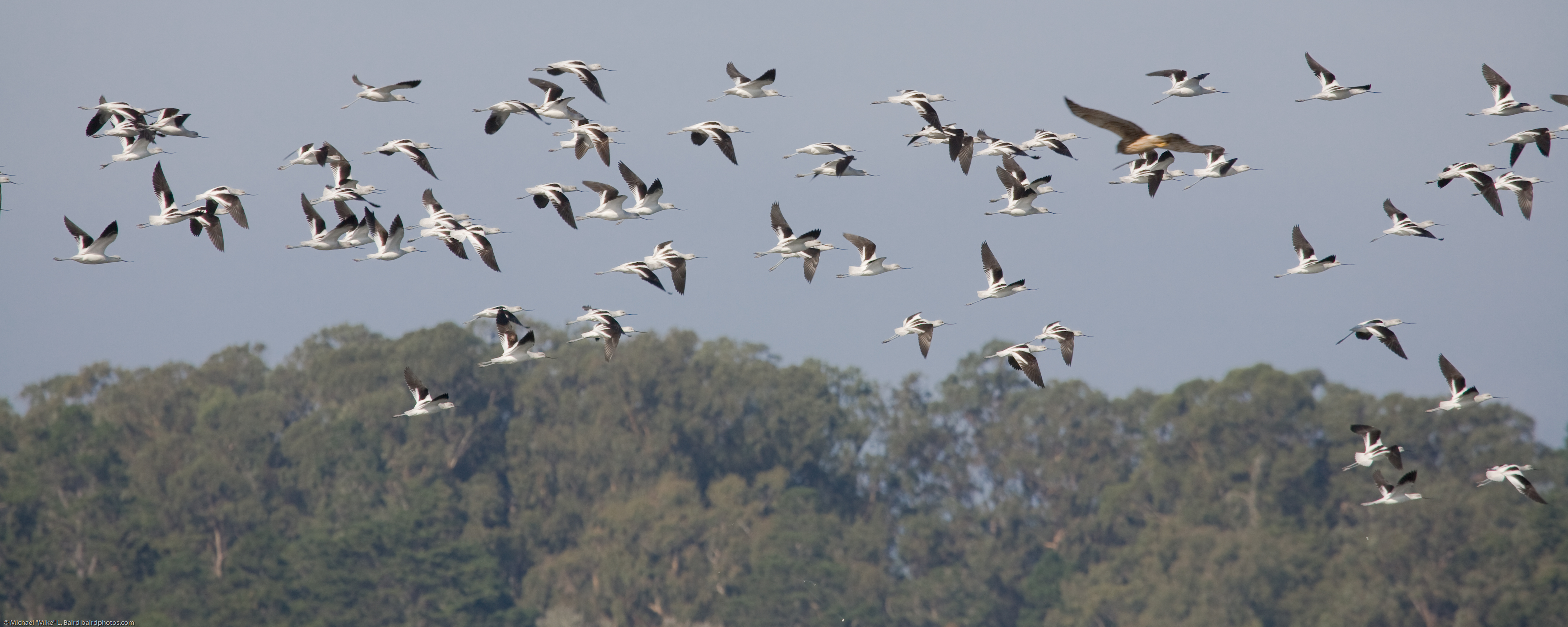
Eine Hudsonweihe scheucht einen Schwarm Amerikanischer Säbelschnäbler (Recurvirostra americana) auf

Hudsonweihen jagen meist in geringer Höhe über dichter Vegetation. Dabei nutzten sie den Wind, um in kurzer Zeit große Strecken über flacher Landschaft zurückzulegen. Wenn die Hudsonweihe ein Beutetier unter sich wahrnimmt, stößt sie abrupt herab und greift es mit den Klauen.

### Sozialverhalten
Bei der Hudsonweihe handelt es sich grundsätzlich um einen Alleingänger. Außerhalb der Brutzeit lebt sie meist alleine und bricht auch selbstständig zum Zug nach Süden auf. Gelegentliche Ausnahmen bilden die auch bei anderen Weihen beobachteten Kolonien, in denen sich mehrere Vögel zu gemeinsamen Schlafplätzen zusammenfinden. Die Zahl der Vögel kann dabei von 20 bis hin zu mehreren hundert Weihen reichen. Teilweise sind auch Sumpfohreulen in diesen Kolonien zu finden, die vor allem dann auftreten, wenn das Nahrungsangebot sehr groß ist.

### Balz und Paarung
Das Männchen trifft fünf bis zehn Tage vor dem Weibchen in den Brutgebieten ein.
Es zeigt zahlreiche Flugmanöver, die der Paarwerbung dienen und aus mehreren Teilen bestehen: Zunächst steigt das Männchen kreisend und unter starkem Flügelschlagen in große Höhe (30–40 m) auf, um dann horizontal zu beschleunigen und schließlich in sinusförmigen Auf- und Abbewegungen durch die Luft zu stoßen. Dabei lassen sich die Vögel bis auf 3–5 m über dem Boden fallen, schießen dann aber wieder nach oben. Auf dem Gipfel der Aufwärtsbewegung vollführt die Hudsonweihe eine halbe oder volle Rolle und stößt einen ouwiep-Ruf aus, bevor sie wieder hinabstürzt. Daneben lässt sich das Männchen auch in Spiralbahnen fallen, während es sich gleichzeitig um die eigene Achse dreht und im Fall an ein herabsegelndes Blatt erinnert. Zum Boden hin beschleunigt die Hudsonweihe diesen Sturz, bremst dann oft abrupt ab und landet auf dem potentiellen Nistplatz.
Gelegentlich nimmt auch das Weibchen an diesen Schauflügen teil oder versucht selbst, auf diese Weise um Männchen zu werben oder Rivalinnen aus ihrem Territorium zu vertreiben.
Hudsonweihen leben während der Brutzeit häufig in Polygynie. Dabei paart sich das Männchen mit bis zu vier Weibchen, die es anschließend alle allein versorgt. Der zeitliche Aufwand für die Ernährung jedes Weibchens und die Menge an Nahrung, die das Männchen liefert, ist nicht für alle Weibchen gleich. Während das α-Weibchen die meiste Zuwendung erfährt, erhalten nachfolgende Weibchen weniger Futter, abhängig von der Reihenfolge, in der sie sich gepaart haben.

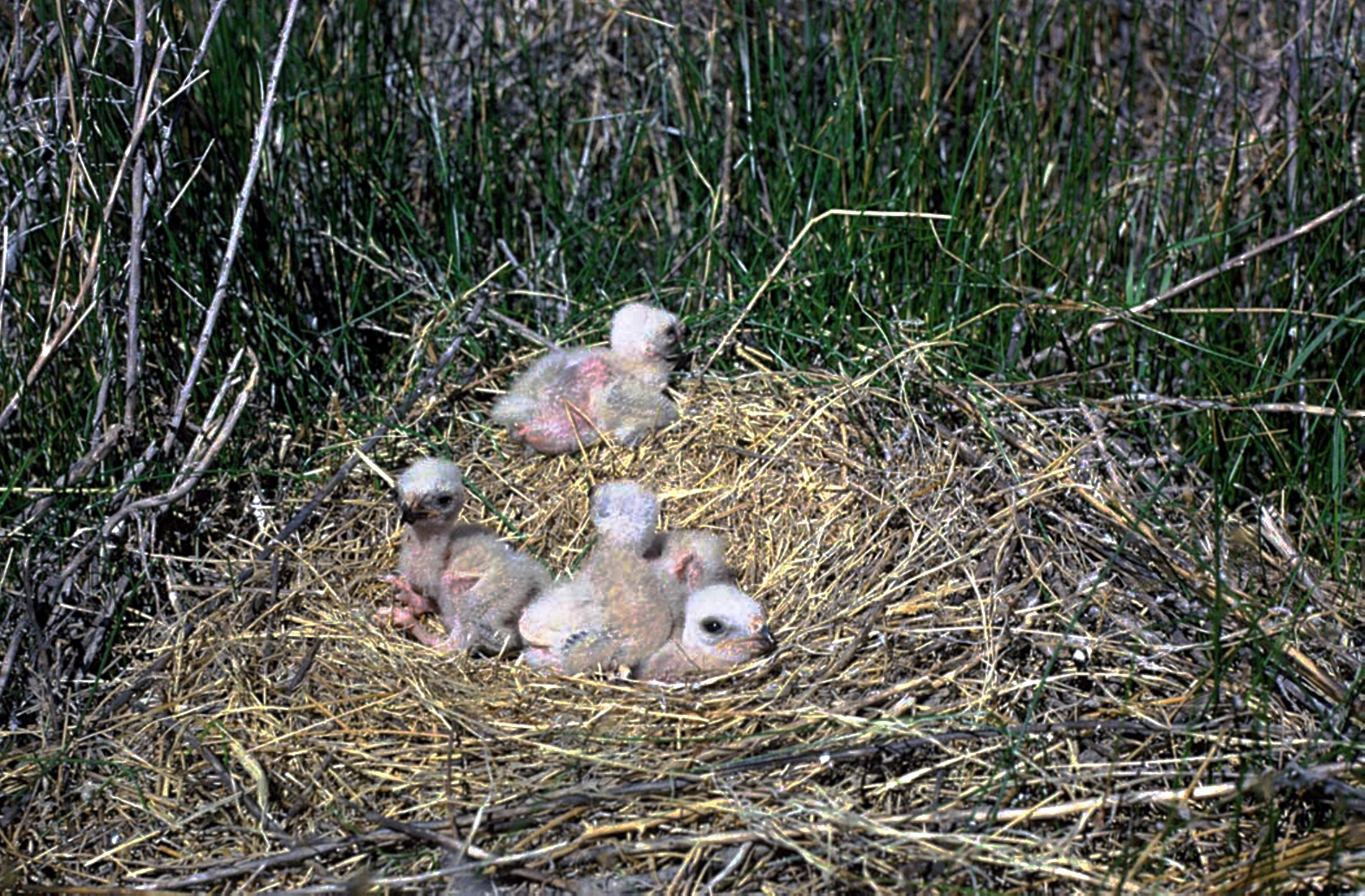
Küken im Nest

### Brut und Aufzucht der Nestlinge
Der Beginn der Brutzeit variiert je nach geographischer Breite um rund sieben Wochen; für gewöhnlich beginnt sie frühestens im April und endet spätestens im September. Das Weibchen baut aus Gras, Schilf und Zweigen ein loses, rundes Nest von 30–80 cm Durchmesser in 5–60 cm Höhe nahe Wasser oder auf feuchtem Grund. Das Gelege besteht aus ein bis sieben, im Normalfall vier bis sechs Eiern. Sie werden vom Weibchen 29–31 Tage lang bebrütet, bevor die Küken schlüpfen. Die Nestlinge werden nach 29–42 Tagen flügge, bleiben aber noch mehrere Wochen von der Fürsorge der Eltern abhängig.

## Systematik und Entwicklungsgeschichte
Ursprünglich wurde die Hudsonweihe als Unterart der eurasischen Kornweihe angesehen, da die adulten Vögel äußerlich kaum zu unterscheiden sind und sich die beiden Arten auch stark im Verhalten ähneln. Da die Unterschiede im Erbgut mit 0,8–1,7 % jedoch verhältnismäßig groß sind, werden sie seit einiger Zeit als eigenständige Arten angesehen. Korn- und Hudsonweihe wurden vor etwa 410.000 Jahren durch die Beringstraße voneinander getrennt und haben sich äußerlich kaum verändert, was sich durch den mangelnden Selektionsdruck in großen Teilen ihres Verbreitungsgebiets erklären lässt. Der einzige messbare Unterschied liegt in den längeren Flügeln der amerikanischen Art, die wohl auf die weiteren Zugstrecken zurückzuführen sind.
Zusammen bilden Hudsonweihe und Kornweihe eine Superspezies. Beide gehören sogenannten „Steppenweihen“ an, einer Entwicklungslinie der Weihen, die vor allem Steppen und halbarides Grasland besiedelt. Möglicherweise entwickelte sich auch die ausgestorbene Waldweihe (C. dossenus) aus der Hudsonweihe. Diese sehr kleine Weihe lebte bis zum Eintreffen der Polynesier auf Hawaii, starb dann jedoch durch eingeschleppte Neozoen aus. Auf eine eventuelle Verwandtschaft deuten die geographische Nähe und gelegentliche Sichtungen der Hudsonweihe als Irrgast auf Hawaii hin.
Die Stellung der Hudsonweihe in der Gattung Circus ist im folgenden Stammbaum dargestellt:
|  | Hudsonweihe (C. hudsonius) |
|  |                            |
|  | Kornweihe (C. cyaneus)     |
|  |                            |

|                         | Steppenweihe (C. macrourus)                                                      |
|                         |                                                                                  |
|                         | Elsterweihe (C. melanoleucos)                                                    |
|                         |                                                                                  |
|                         | \| \| Kapweihe (C. maurus) \| \| \| \| \| \| Grauweihe (C. cinereus) \| \| \| \| |
| Vorlage:Klade/Wartung/3 |                                                                                  |
|                         | Kapweihe (C. maurus)                                                             |
|                         |                                                                                  |
|                         | Grauweihe (C. cinereus)                                                          |
|                         |                                                                                  |

|  | Kapweihe (C. maurus)    |
|  |                         |
|  | Grauweihe (C. cinereus) |
|  |                         |

|  | Hudsonweihe (C. hudsonius) |
|  |                            |
|  | Kornweihe (C. cyaneus)     |
|  |                            |

|                         | Steppenweihe (C. macrourus)                                                      |
|                         |                                                                                  |
|                         | Elsterweihe (C. melanoleucos)                                                    |
|                         |                                                                                  |
|                         | \| \| Kapweihe (C. maurus) \| \| \| \| \| \| Grauweihe (C. cinereus) \| \| \| \| |
| Vorlage:Klade/Wartung/3 |                                                                                  |
|                         | Kapweihe (C. maurus)                                                             |
|                         |                                                                                  |
|                         | Grauweihe (C. cinereus)                                                          |
|                         |                                                                                  |

|  | Kapweihe (C. maurus)    |
|  |                         |
|  | Grauweihe (C. cinereus) |
|  |                         |

|  | Hudsonweihe (C. hudsonius) |
|  |                            |
|  | Kornweihe (C. cyaneus)     |
|  |                            |

|                         | Steppenweihe (C. macrourus)                                                      |
|                         |                                                                                  |
|                         | Elsterweihe (C. melanoleucos)                                                    |
|                         |                                                                                  |
|                         | \| \| Kapweihe (C. maurus) \| \| \| \| \| \| Grauweihe (C. cinereus) \| \| \| \| |
| Vorlage:Klade/Wartung/3 |                                                                                  |
|                         | Kapweihe (C. maurus)                                                             |
|                         |                                                                                  |
|                         | Grauweihe (C. cinereus)                                                          |
|                         |                                                                                  |

|  | Kapweihe (C. maurus)    |
|  |                         |
|  | Grauweihe (C. cinereus) |
|  |                         |

|  | Hudsonweihe (C. hudsonius) |
|  |                            |
|  | Kornweihe (C. cyaneus)     |
|  |                            |

|                         | Steppenweihe (C. macrourus)                                                      |
|                         |                                                                                  |
|                         | Elsterweihe (C. melanoleucos)                                                    |
|                         |                                                                                  |
|                         | \| \| Kapweihe (C. maurus) \| \| \| \| \| \| Grauweihe (C. cinereus) \| \| \| \| |
| Vorlage:Klade/Wartung/3 |                                                                                  |
|                         | Kapweihe (C. maurus)                                                             |
|                         |                                                                                  |
|                         | Grauweihe (C. cinereus)                                                          |
|                         |                                                                                  |

|  | Kapweihe (C. maurus)    |
|  |                         |
|  | Grauweihe (C. cinereus) |
|  |                         |

|  | Hudsonweihe (C. hudsonius) |
|  |                            |
|  | Kornweihe (C. cyaneus)     |
|  |                            |

|                         | Steppenweihe (C. macrourus)                                                      |
|                         |                                                                                  |
|                         | Elsterweihe (C. melanoleucos)                                                    |
|                         |                                                                                  |
|                         | \| \| Kapweihe (C. maurus) \| \| \| \| \| \| Grauweihe (C. cinereus) \| \| \| \| |
| Vorlage:Klade/Wartung/3 |                                                                                  |
|                         | Kapweihe (C. maurus)                                                             |
|                         |                                                                                  |
|                         | Grauweihe (C. cinereus)                                                          |
|                         |                                                                                  |

|  | Kapweihe (C. maurus)    |
|  |                         |
|  | Grauweihe (C. cinereus) |
|  |                         |

|  | Hudsonweihe (C. hudsonius) |
|  |                            |
|  | Kornweihe (C. cyaneus)     |
|  |                            |

|                         | Steppenweihe (C. macrourus)                                                      |
|                         |                                                                                  |
|                         | Elsterweihe (C. melanoleucos)                                                    |
|                         |                                                                                  |
|                         | \| \| Kapweihe (C. maurus) \| \| \| \| \| \| Grauweihe (C. cinereus) \| \| \| \| |
| Vorlage:Klade/Wartung/3 |                                                                                  |
|                         | Kapweihe (C. maurus)                                                             |
|                         |                                                                                  |
|                         | Grauweihe (C. cinereus)                                                          |
|                         |                                                                                  |

|  | Kapweihe (C. maurus)    |
|  |                         |
|  | Grauweihe (C. cinereus) |
|  |                         |

|  | Hudsonweihe (C. hudsonius) |
|  |                            |
|  | Kornweihe (C. cyaneus)     |
|  |                            |

|                         | Steppenweihe (C. macrourus)                                                      |
|                         |                                                                                  |
|                         | Elsterweihe (C. melanoleucos)                                                    |
|                         |                                                                                  |
|                         | \| \| Kapweihe (C. maurus) \| \| \| \| \| \| Grauweihe (C. cinereus) \| \| \| \| |
| Vorlage:Klade/Wartung/3 |                                                                                  |
|                         | Kapweihe (C. maurus)                                                             |
|                         |                                                                                  |
|                         | Grauweihe (C. cinereus)                                                          |
|                         |                                                                                  |

|  | Kapweihe (C. maurus)    |
|  |                         |
|  | Grauweihe (C. cinereus) |
|  |                         |

|  | Hudsonweihe (C. hudsonius) |
|  |                            |
|  | Kornweihe (C. cyaneus)     |
|  |                            |

|                         | Steppenweihe (C. macrourus)                                                      |
|                         |                                                                                  |
|                         | Elsterweihe (C. melanoleucos)                                                    |
|                         |                                                                                  |
|                         | \| \| Kapweihe (C. maurus) \| \| \| \| \| \| Grauweihe (C. cinereus) \| \| \| \| |
| Vorlage:Klade/Wartung/3 |                                                                                  |
|                         | Kapweihe (C. maurus)                                                             |
|                         |                                                                                  |
|                         | Grauweihe (C. cinereus)                                                          |
|                         |                                                                                  |

|  | Kapweihe (C. maurus)    |
|  |                         |
|  | Grauweihe (C. cinereus) |
|  |                         |

|  | Hudsonweihe (C. hudsonius) |
|  |                            |
|  | Kornweihe (C. cyaneus)     |
|  |                            |

|                         | Steppenweihe (C. macrourus)                                                      |
|                         |                                                                                  |
|                         | Elsterweihe (C. melanoleucos)                                                    |
|                         |                                                                                  |
|                         | \| \| Kapweihe (C. maurus) \| \| \| \| \| \| Grauweihe (C. cinereus) \| \| \| \| |
| Vorlage:Klade/Wartung/3 |                                                                                  |
|                         | Kapweihe (C. maurus)                                                             |
|                         |                                                                                  |
|                         | Grauweihe (C. cinereus)                                                          |
|                         |                                                                                  |

|  | Kapweihe (C. maurus)    |
|  |                         |
|  | Grauweihe (C. cinereus) |
|  |                         |

|  | Hudsonweihe (C. hudsonius) |
|  |                            |
|  | Kornweihe (C. cyaneus)     |
|  |                            |

|                         | Steppenweihe (C. macrourus)                                                      |
|                         |                                                                                  |
|                         | Elsterweihe (C. melanoleucos)                                                    |
|                         |                                                                                  |
|                         | \| \| Kapweihe (C. maurus) \| \| \| \| \| \| Grauweihe (C. cinereus) \| \| \| \| |
| Vorlage:Klade/Wartung/3 |                                                                                  |
|                         | Kapweihe (C. maurus)                                                             |
|                         |                                                                                  |
|                         | Grauweihe (C. cinereus)                                                          |
|                         |                                                                                  |

|  | Kapweihe (C. maurus)    |
|  |                         |
|  | Grauweihe (C. cinereus) |
|  |                         |

|  | Hudsonweihe (C. hudsonius) |
|  |                            |
|  | Kornweihe (C. cyaneus)     |
|  |                            |

|                         | Steppenweihe (C. macrourus)                                                      |
|                         |                                                                                  |
|                         | Elsterweihe (C. melanoleucos)                                                    |
|                         |                                                                                  |
|                         | \| \| Kapweihe (C. maurus) \| \| \| \| \| \| Grauweihe (C. cinereus) \| \| \| \| |
| Vorlage:Klade/Wartung/3 |                                                                                  |
|                         | Kapweihe (C. maurus)                                                             |
|                         |                                                                                  |
|                         | Grauweihe (C. cinereus)                                                          |
|                         |                                                                                  |

|  | Kapweihe (C. maurus)    |
|  |                         |
|  | Grauweihe (C. cinereus) |
|  |                         |

|  | Hudsonweihe (C. hudsonius) |
|  |                            |
|  | Kornweihe (C. cyaneus)     |
|  |                            |

|                         | Steppenweihe (C. macrourus)                                                      |
|                         |                                                                                  |
|                         | Elsterweihe (C. melanoleucos)                                                    |
|                         |                                                                                  |
|                         | \| \| Kapweihe (C. maurus) \| \| \| \| \| \| Grauweihe (C. cinereus) \| \| \| \| |
| Vorlage:Klade/Wartung/3 |                                                                                  |
|                         | Kapweihe (C. maurus)                                                             |
|                         |                                                                                  |
|                         | Grauweihe (C. cinereus)                                                          |
|                         |                                                                                  |

|  | Kapweihe (C. maurus)    |
|  |                         |
|  | Grauweihe (C. cinereus) |
|  |                         |

|  | Hudsonweihe (C. hudsonius) |
|  |                            |
|  | Kornweihe (C. cyaneus)     |
|  |                            |

|                         | Steppenweihe (C. macrourus)                                                      |
|                         |                                                                                  |
|                         | Elsterweihe (C. melanoleucos)                                                    |
|                         |                                                                                  |
|                         | \| \| Kapweihe (C. maurus) \| \| \| \| \| \| Grauweihe (C. cinereus) \| \| \| \| |
| Vorlage:Klade/Wartung/3 |                                                                                  |
|                         | Kapweihe (C. maurus)                                                             |
|                         |                                                                                  |
|                         | Grauweihe (C. cinereus)                                                          |
|                         |                                                                                  |

|  | Kapweihe (C. maurus)    |
|  |                         |
|  | Grauweihe (C. cinereus) |
|  |                         |

|  | Hudsonweihe (C. hudsonius) |
|  |                            |
|  | Kornweihe (C. cyaneus)     |
|  |                            |

|                         | Steppenweihe (C. macrourus)                                                      |
|                         |                                                                                  |
|                         | Elsterweihe (C. melanoleucos)                                                    |
|                         |                                                                                  |
|                         | \| \| Kapweihe (C. maurus) \| \| \| \| \| \| Grauweihe (C. cinereus) \| \| \| \| |
| Vorlage:Klade/Wartung/3 |                                                                                  |
|                         | Kapweihe (C. maurus)                                                             |
|                         |                                                                                  |
|                         | Grauweihe (C. cinereus)                                                          |
|                         |                                                                                  |

|  | Kapweihe (C. maurus)    |
|  |                         |
|  | Grauweihe (C. cinereus) |
|  |                         |

|  | Hudsonweihe (C. hudsonius) |
|  |                            |
|  | Kornweihe (C. cyaneus)     |
|  |                            |

|                         | Steppenweihe (C. macrourus)                                                      |
|                         |                                                                                  |
|                         | Elsterweihe (C. melanoleucos)                                                    |
|                         |                                                                                  |
|                         | \| \| Kapweihe (C. maurus) \| \| \| \| \| \| Grauweihe (C. cinereus) \| \| \| \| |
| Vorlage:Klade/Wartung/3 |                                                                                  |
|                         | Kapweihe (C. maurus)                                                             |
|                         |                                                                                  |
|                         | Grauweihe (C. cinereus)                                                          |
|                         |                                                                                  |

|  | Kapweihe (C. maurus)    |
|  |                         |
|  | Grauweihe (C. cinereus) |
|  |                         |

|  | Hudsonweihe (C. hudsonius) |
|  |                            |
|  | Kornweihe (C. cyaneus)     |
|  |                            |

|                         | Steppenweihe (C. macrourus)                                                      |
|                         |                                                                                  |
|                         | Elsterweihe (C. melanoleucos)                                                    |
|                         |                                                                                  |
|                         | \| \| Kapweihe (C. maurus) \| \| \| \| \| \| Grauweihe (C. cinereus) \| \| \| \| |
| Vorlage:Klade/Wartung/3 |                                                                                  |
|                         | Kapweihe (C. maurus)                                                             |
|                         |                                                                                  |
|                         | Grauweihe (C. cinereus)                                                          |
|                         |                                                                                  |

|  | Kapweihe (C. maurus)    |
|  |                         |
|  | Grauweihe (C. cinereus) |
|  |                         |

|  | Hudsonweihe (C. hudsonius) |
|  |                            |
|  | Kornweihe (C. cyaneus)     |
|  |                            |

|                         | Steppenweihe (C. macrourus)                                                      |
|                         |                                                                                  |
|                         | Elsterweihe (C. melanoleucos)                                                    |
|                         |                                                                                  |
|                         | \| \| Kapweihe (C. maurus) \| \| \| \| \| \| Grauweihe (C. cinereus) \| \| \| \| |
| Vorlage:Klade/Wartung/3 |                                                                                  |
|                         | Kapweihe (C. maurus)                                                             |
|                         |                                                                                  |
|                         | Grauweihe (C. cinereus)                                                          |
|                         |                                                                                  |

|  | Kapweihe (C. maurus)    |
|  |                         |
|  | Grauweihe (C. cinereus) |
|  |                         |

|  | Hudsonweihe (C. hudsonius) |
|  |                            |
|  | Kornweihe (C. cyaneus)     |
|  |                            |

|                         | Steppenweihe (C. macrourus)                                                      |
|                         |                                                                                  |
|                         | Elsterweihe (C. melanoleucos)                                                    |
|                         |                                                                                  |
|                         | \| \| Kapweihe (C. maurus) \| \| \| \| \| \| Grauweihe (C. cinereus) \| \| \| \| |
| Vorlage:Klade/Wartung/3 |                                                                                  |
|                         | Kapweihe (C. maurus)                                                             |
|                         |                                                                                  |
|                         | Grauweihe (C. cinereus)                                                          |
|                         |                                                                                  |

|  | Kapweihe (C. maurus)    |
|  |                         |
|  | Grauweihe (C. cinereus) |
|  |                         |

|  | Hudsonweihe (C. hudsonius) |
|  |                            |
|  | Kornweihe (C. cyaneus)     |
|  |                            |

|                         | Steppenweihe (C. macrourus)                                                      |
|                         |                                                                                  |
|                         | Elsterweihe (C. melanoleucos)                                                    |
|                         |                                                                                  |
|                         | \| \| Kapweihe (C. maurus) \| \| \| \| \| \| Grauweihe (C. cinereus) \| \| \| \| |
| Vorlage:Klade/Wartung/3 |                                                                                  |
|                         | Kapweihe (C. maurus)                                                             |
|                         |                                                                                  |
|                         | Grauweihe (C. cinereus)                                                          |
|                         |                                                                                  |

|  | Kapweihe (C. maurus)    |
|  |                         |
|  | Grauweihe (C. cinereus) |
|  |                         |

|  | Hudsonweihe (C. hudsonius) |
|  |                            |
|  | Kornweihe (C. cyaneus)     |
|  |                            |

|                         | Steppenweihe (C. macrourus)                                                      |
|                         |                                                                                  |
|                         | Elsterweihe (C. melanoleucos)                                                    |
|                         |                                                                                  |
|                         | \| \| Kapweihe (C. maurus) \| \| \| \| \| \| Grauweihe (C. cinereus) \| \| \| \| |
| Vorlage:Klade/Wartung/3 |                                                                                  |
|                         | Kapweihe (C. maurus)                                                             |
|                         |                                                                                  |
|                         | Grauweihe (C. cinereus)                                                          |
|                         |                                                                                  |

|  | Kapweihe (C. maurus)    |
|  |                         |
|  | Grauweihe (C. cinereus) |
|  |                         |

|  | Hudsonweihe (C. hudsonius) |
|  |                            |
|  | Kornweihe (C. cyaneus)     |
|  |                            |

|                         | Steppenweihe (C. macrourus)                                                      |
|                         |                                                                                  |
|                         | Elsterweihe (C. melanoleucos)                                                    |
|                         |                                                                                  |
|                         | \| \| Kapweihe (C. maurus) \| \| \| \| \| \| Grauweihe (C. cinereus) \| \| \| \| |
| Vorlage:Klade/Wartung/3 |                                                                                  |
|                         | Kapweihe (C. maurus)                                                             |
|                         |                                                                                  |
|                         | Grauweihe (C. cinereus)                                                          |
|                         |                                                                                  |

|  | Kapweihe (C. maurus)    |
|  |                         |
|  | Grauweihe (C. cinereus) |
|  |                         |

|  | Hudsonweihe (C. hudsonius) |
|  |                            |
|  | Kornweihe (C. cyaneus)     |
|  |                            |

|                         | Steppenweihe (C. macrourus)                                                      |
|                         |                                                                                  |
|                         | Elsterweihe (C. melanoleucos)                                                    |
|                         |                                                                                  |
|                         | \| \| Kapweihe (C. maurus) \| \| \| \| \| \| Grauweihe (C. cinereus) \| \| \| \| |
| Vorlage:Klade/Wartung/3 |                                                                                  |
|                         | Kapweihe (C. maurus)                                                             |
|                         |                                                                                  |
|                         | Grauweihe (C. cinereus)                                                          |
|                         |                                                                                  |

|  | Kapweihe (C. maurus)    |
|  |                         |
|  | Grauweihe (C. cinereus) |
|  |                         |

|  | Hudsonweihe (C. hudsonius) |
|  |                            |
|  | Kornweihe (C. cyaneus)     |
|  |                            |

|                         | Steppenweihe (C. macrourus)                                                      |
|                         |                                                                                  |
|                         | Elsterweihe (C. melanoleucos)                                                    |
|                         |                                                                                  |
|                         | \| \| Kapweihe (C. maurus) \| \| \| \| \| \| Grauweihe (C. cinereus) \| \| \| \| |
| Vorlage:Klade/Wartung/3 |                                                                                  |
|                         | Kapweihe (C. maurus)                                                             |
|                         |                                                                                  |
|                         | Grauweihe (C. cinereus)                                                          |
|                         |                                                                                  |

|  | Kapweihe (C. maurus)    |
|  |                         |
|  | Grauweihe (C. cinereus) |
|  |                         |

|  | Hudsonweihe (C. hudsonius) |
|  |                            |
|  | Kornweihe (C. cyaneus)     |
|  |                            |

|                         | Steppenweihe (C. macrourus)                                                      |
|                         |                                                                                  |
|                         | Elsterweihe (C. melanoleucos)                                                    |
|                         |                                                                                  |
|                         | \| \| Kapweihe (C. maurus) \| \| \| \| \| \| Grauweihe (C. cinereus) \| \| \| \| |
| Vorlage:Klade/Wartung/3 |                                                                                  |
|                         | Kapweihe (C. maurus)                                                             |
|                         |                                                                                  |
|                         | Grauweihe (C. cinereus)                                                          |
|                         |                                                                                  |

|  | Kapweihe (C. maurus)    |
|  |                         |
|  | Grauweihe (C. cinereus) |
|  |                         |

|  | Hudsonweihe (C. hudsonius) |
|  |                            |
|  | Kornweihe (C. cyaneus)     |
|  |                            |

|                         | Steppenweihe (C. macrourus)                                                      |
|                         |                                                                                  |
|                         | Elsterweihe (C. melanoleucos)                                                    |
|                         |                                                                                  |
|                         | \| \| Kapweihe (C. maurus) \| \| \| \| \| \| Grauweihe (C. cinereus) \| \| \| \| |
| Vorlage:Klade/Wartung/3 |                                                                                  |
|                         | Kapweihe (C. maurus)                                                             |
|                         |                                                                                  |
|                         | Grauweihe (C. cinereus)                                                          |
|                         |                                                                                  |

|  | Kapweihe (C. maurus)    |
|  |                         |
|  | Grauweihe (C. cinereus) |
|  |                         |

|  | Hudsonweihe (C. hudsonius) |
|  |                            |
|  | Kornweihe (C. cyaneus)     |
|  |                            |

|                         | Steppenweihe (C. macrourus)                                                      |
|                         |                                                                                  |
|                         | Elsterweihe (C. melanoleucos)                                                    |
|                         |                                                                                  |
|                         | \| \| Kapweihe (C. maurus) \| \| \| \| \| \| Grauweihe (C. cinereus) \| \| \| \| |
| Vorlage:Klade/Wartung/3 |                                                                                  |
|                         | Kapweihe (C. maurus)                                                             |
|                         |                                                                                  |
|                         | Grauweihe (C. cinereus)                                                          |
|                         |                                                                                  |

|  | Kapweihe (C. maurus)    |
|  |                         |
|  | Grauweihe (C. cinereus) |
|  |                         |

|  | Hudsonweihe (C. hudsonius) |
|  |                            |
|  | Kornweihe (C. cyaneus)     |
|  |                            |

|                         | Steppenweihe (C. macrourus)                                                      |
|                         |                                                                                  |
|                         | Elsterweihe (C. melanoleucos)                                                    |
|                         |                                                                                  |
|                         | \| \| Kapweihe (C. maurus) \| \| \| \| \| \| Grauweihe (C. cinereus) \| \| \| \| |
| Vorlage:Klade/Wartung/3 |                                                                                  |
|                         | Kapweihe (C. maurus)                                                             |
|                         |                                                                                  |
|                         | Grauweihe (C. cinereus)                                                          |
|                         |                                                                                  |

|  | Kapweihe (C. maurus)    |
|  |                         |
|  | Grauweihe (C. cinereus) |
|  |                         |

|  | Hudsonweihe (C. hudsonius) |
|  |                            |
|  | Kornweihe (C. cyaneus)     |
|  |                            |

|                         | Steppenweihe (C. macrourus)                                                      |
|                         |                                                                                  |
|                         | Elsterweihe (C. melanoleucos)                                                    |
|                         |                                                                                  |
|                         | \| \| Kapweihe (C. maurus) \| \| \| \| \| \| Grauweihe (C. cinereus) \| \| \| \| |
| Vorlage:Klade/Wartung/3 |                                                                                  |
|                         | Kapweihe (C. maurus)                                                             |
|                         |                                                                                  |
|                         | Grauweihe (C. cinereus)                                                          |
|                         |                                                                                  |

|  | Kapweihe (C. maurus)    |
|  |                         |
|  | Grauweihe (C. cinereus) |
|  |                         |

|  | Hudsonweihe (C. hudsonius) |
|  |                            |
|  | Kornweihe (C. cyaneus)     |
|  |                            |

|                         | Steppenweihe (C. macrourus)                                                      |
|                         |                                                                                  |
|                         | Elsterweihe (C. melanoleucos)                                                    |
|                         |                                                                                  |
|                         | \| \| Kapweihe (C. maurus) \| \| \| \| \| \| Grauweihe (C. cinereus) \| \| \| \| |
| Vorlage:Klade/Wartung/3 |                                                                                  |
|                         | Kapweihe (C. maurus)                                                             |
|                         |                                                                                  |
|                         | Grauweihe (C. cinereus)                                                          |
|                         |                                                                                  |

|  | Kapweihe (C. maurus)    |
|  |                         |
|  | Grauweihe (C. cinereus) |
|  |                         |

|  | Hudsonweihe (C. hudsonius) |
|  |                            |
|  | Kornweihe (C. cyaneus)     |
|  |                            |

|                         | Steppenweihe (C. macrourus)                                                      |
|                         |                                                                                  |
|                         | Elsterweihe (C. melanoleucos)                                                    |
|                         |                                                                                  |
|                         | \| \| Kapweihe (C. maurus) \| \| \| \| \| \| Grauweihe (C. cinereus) \| \| \| \| |
| Vorlage:Klade/Wartung/3 |                                                                                  |
|                         | Kapweihe (C. maurus)                                                             |
|                         |                                                                                  |
|                         | Grauweihe (C. cinereus)                                                          |
|                         |                                                                                  |

|  | Kapweihe (C. maurus)    |
|  |                         |
|  | Grauweihe (C. cinereus) |
|  |                         |

|  | Hudsonweihe (C. hudsonius) |
|  |                            |
|  | Kornweihe (C. cyaneus)     |
|  |                            |

|                         | Steppenweihe (C. macrourus)                                                      |
|                         |                                                                                  |
|                         | Elsterweihe (C. melanoleucos)                                                    |
|                         |                                                                                  |
|                         | \| \| Kapweihe (C. maurus) \| \| \| \| \| \| Grauweihe (C. cinereus) \| \| \| \| |
| Vorlage:Klade/Wartung/3 |                                                                                  |
|                         | Kapweihe (C. maurus)                                                             |
|                         |                                                                                  |
|                         | Grauweihe (C. cinereus)                                                          |
|                         |                                                                                  |

|  | Kapweihe (C. maurus)    |
|  |                         |
|  | Grauweihe (C. cinereus) |
|  |                         |

|  | Hudsonweihe (C. hudsonius) |
|  |                            |
|  | Kornweihe (C. cyaneus)     |
|  |                            |

|                         | Steppenweihe (C. macrourus)                                                      |
|                         |                                                                                  |
|                         | Elsterweihe (C. melanoleucos)                                                    |
|                         |                                                                                  |
|                         | \| \| Kapweihe (C. maurus) \| \| \| \| \| \| Grauweihe (C. cinereus) \| \| \| \| |
| Vorlage:Klade/Wartung/3 |                                                                                  |
|                         | Kapweihe (C. maurus)                                                             |
|                         |                                                                                  |
|                         | Grauweihe (C. cinereus)                                                          |
|                         |                                                                                  |

|  | Kapweihe (C. maurus)    |
|  |                         |
|  | Grauweihe (C. cinereus) |
|  |                         |

Die Hudsonweihe ist monotypisch, das heißt, es werden keine Unterarten anerkannt.

## Bestand und Gefährdung

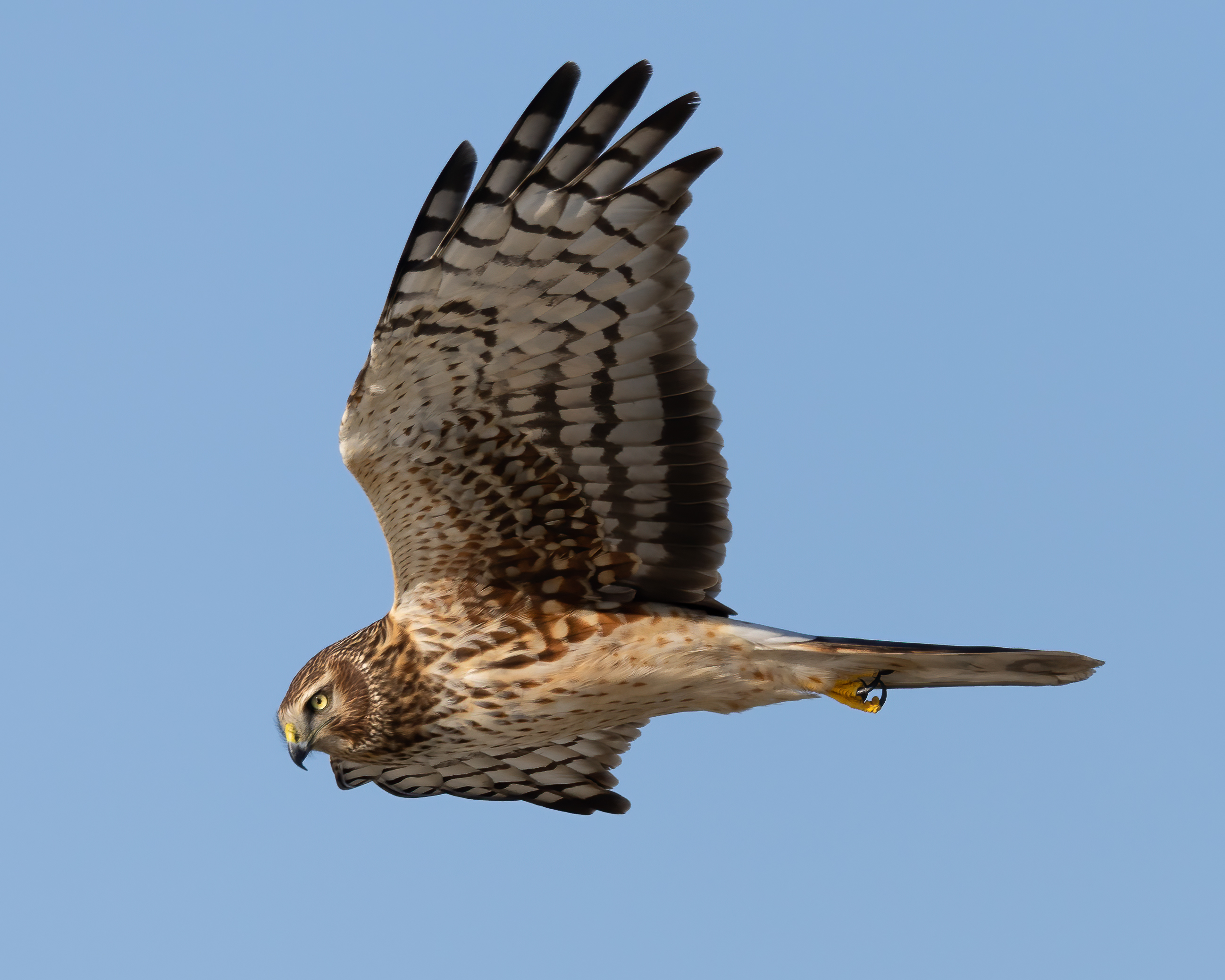
Weibliche Hudsonweihe im Flug, Llano Seco Unit des Sacramento National Wildlife Refuge Complex in Kalifornien, Januar 2022

Der Bestand der Hudsonweihe wird auf 50.000 bis 60.000 Brutpaare geschätzt, Die Winterpopulation in Nordamerika wurde 1986 auf rund 110.000 Vögel geschätzt. Besonders in den 1950er und 60er Jahren führte der Einsatz von chlororganischen Pestiziden in der Landwirtschaft zu Bestandseinbrüchen, von denen sich die Population erst nach dem Verbot der Giftstoffe erholen konnte. Derzeit stellt vor allem das Trockenlegen von Sümpfen und Mooren und die Intensivierung der Landwirtschaft eine Bedrohung für den Lebensraum der Hudsonweihe dar. In Kanada gilt die Hudsonweihe als ungefährdet, in den Vereinigten Staaten wird ein leichter Rücklauf des Bestands vermutet. Da die Hudsonweihe in einigen US-Bundesstaaten selten ist, ist sie Gegenstand einiger lokaler Schutzprogramme.